# Gustav-Adolf Prinz
Gustav-Adolf Prinz (* 21. Februar 1901 in Oesinghausen; † 27. Juni 1961 in Gelsenkirchen-Buer) war ein deutscher Politiker der KPD und 1946 bis 1950 nordrhein-westfälischer Landtagsabgeordneter.

## Leben
Gustav-Adolf Prinz absolvierte nach dem Besuch der Volksschule und der Handelsschule ein Studium in der Sowjetunion, wurde 1919 Mitglied der KPD und engagierte sich bis 1927 in der Jugendbewegung. 1928 wurde er als Sekretär der KPD tätig und 1930 bis 1932 war er Abgeordneter im Provinziallandtag für die Provinz Westfalen. Im März 1933 wurde er von den Nationalsozialisten verhaftet und im KZ Sonnenburg inhaftiert. Nach seiner Entlassung lebte er bis April 1945 illegal im Oberbergischen Land. Nach dem Zweiten Weltkrieg wurde er erneut als Parteisekretär der KPD tätig und war erster Vorsitzender der KPD im Kreis Unna-Hamm. Vom 2. Oktober 1946 bis zum 17. Juni 1950 gehörte er als Abgeordneter dem nordrhein-westfälischen Landtag an.